# Codera
(Johann Guler von Wyneck, 1616)
Il Codera è un torrente della Lombardia, che scorre in provincia di Sondrio. 

## Descrizione
Nasce dal Pizzo dei Vanni, e scorre da nord-est verso sud-ovest nella val Codera, nel comune di Novate Mezzola. Sfocia nel lago di Mezzola a valle del centro abitato. 
Le frazioni della valle sono accessibili solo a piedi, ma in alcuni periodi dell'anno è collegato al capoluogo comunale da un servizio di elicotteri che atterra nella frazione di Bresciadega.